# دمتریوس پالایولوگوس کانتاکوزنوس
دمتریوس پالایولوگوس کانتاکوزنوس ( یونانی: Δημήτριος Παλαιολόγος Καντακουζηνός  ; ش. ۱۴۲۰-۱۴۵۳ ) مسازون (وزیر ارشد) امپراطور ژان هشتم پالایولوگوس و برادرش کنستانتین یازدهم بود. همکار او در دفتر به عنوان مزون لوکاس نوتاراس بود. 
دمتریوس برای اولین بار در تاریخ به عنوان یکی از درباریان ظاهر شد که به ژان هشتم توصیه کرد از شاهزاده عثمانی مصطفی در تلاش برای به دست گرفتن کنترل امپراتوری عثمانی پس از مرگ برادرش محمد یکم در سال ۱۴۲۱ حمایت کند. هنگامی که مراد دوم پسر محمد در این رقابت پیروز شد، او به عنوان یکی از فرستادگان (دو نفر دیگر متیو لاسکاریس و آنجلوس فیلوماتس) برای دیدار با مراد انتخاب شد. سلطان از این که بیزانسی‌ها از عمویش حمایت کرده بودند با زندانی کردن آنها ناراحتی خود را نشان داد. هیچ یک از آنها تا زمان انعقاد معاهده بین ژان هشتم و مراد در فوریه  آزاد نشدند.
او نقش‌های برجسته دیگری را در امور دیپلماتیک به عنوان مزون دو امپراتور ایفا کرد. او شاهد قراردادهای جان با جمهوری ونیز در سپتامبر ۱۴۲۳، می ۱۴۳۱، اکتبر ۱۴۳۶، سپتامبر ۱۴۴۲ و ژوئیه ۱۴۴۷ بود.  او همچنین نقش قهرمانانه‌ای در دفاع نهایی از قسطنطنیه ایفا کرد. به گفته دونالد نیکول، او فرماندهی یگانی متشکل از ۷۰۰ مرد مستقر در همسایگی کلیسای حواریون مقدس را به همراه دامادش نیکفوروس پالیولوگوس برعهده داشت، در حالی که استیون رانسیمن او را به فرماندهی بخشی از دیوارهای تئودوسیان در کنار دریای مرمره منصوب کرد.
سرنوشت دمتریوس پس از سقوط قسطنطنیه به دست ارتش سلطان محمد دوم نامشخص است. شارل دو کانج می‌نویسد که او و دامادش در دفاع از شهر کشته شدند. استیون رانسیمن می نویسد که دمتریوس زنده اسیر شد.   دونالد نیکول اشاره می‌کند که یک دمتریوس کانتاکوزنوس در حال فرار از شهر سقوط کرده، همراه با خانواده خود و سایر پناهندگان، در کشتی دریاسالار جنوایی زورزی دوریا ثبت شده است. دوریا آنها را تا خیوس برد، جایی که کاپیتان ونیزی توماس سلسی آنها را به کاندیا (هراکلیون امروزی) در کرت رهسپار کرد. نیکول همچنین سابقه ازدواج دختر «دیمیتریوس کانتاکوزنوس» و همسرش سیمونیس گادلینا به نام ماریا را با تئودور، پسر پل پالیولوگوس، در نوامبر ۱۴۸۶ در کورفو ذکر می‌کند 
نیکول هیچ اطلاعاتی در مورد نام والدین دمتریوس پالیولوگوس کانتاکوزنوس ارائه نمی‌دهد، اگرچه او اظهار می‌دارد که دمتریوس پسر عموی امپراتور ژان هشتم بود.  نام همسرش مشخص نیست، اگرچه او یک دختر داشت که همانطور که در بالا ذکر شد با نیکفوروس پالیولوژیوس ازدواج کرد و فرض می‌شود که دمتریوس پدر یک پروستاتور است که همراه با لوکاس نوتاراس و آندرونیکوس پالایولوگوس کانتاکوزنوس پنج روز پس از تصرف شهر اعدام شد. 